# 12 ذو القعدة
- السبت
- الأحد
- الاثنين
- الثلاثاء
- الأربعاء
- الخميس
- الجمعة

- 2826 أبريل 2025
- 2927 أبريل 2025
- 3028 أبريل 2025
- 129 أبريل 2025
- 230 أبريل 2025
- 31 مايو 2025
- 42 مايو 2025
- 53 مايو 2025
- 64 مايو 2025
- 75 مايو 2025
- 86 مايو 2025
- 97 مايو 2025
- 108 مايو 2025
- 119 مايو 2025
- 1210 مايو 2025
- 1311 مايو 2025
- 1412 مايو 2025
- 1513 مايو 2025
- 1614 مايو 2025
- 1715 مايو 2025
- 1816 مايو 2025
- 1917 مايو 2025
- 2018 مايو 2025
- 2119 مايو 2025
- 2220 مايو 2025
- 2321 مايو 2025
- 2422 مايو 2025
- 2523 مايو 2025
- 2624 مايو 2025
- 2725 مايو 2025
- 2826 مايو 2025
- 2927 مايو 2025
- 128 مايو 2025
- 229 مايو 2025
- 330 مايو 2025

12 ذو القعدة أو 12 ذو القعدة الحرام أو يوم 12 \ 11 (اليوم الثاني عشر من الشهر الحادي عشر) هو اليوم السابع بعد الثلاثمائة (307) من أيَّام السنة (أو الثامن بعد الثلاثمائة لو كان شهر رمضان مُتممًا لليوم الثلاثين أو التاسع بعد الثلاثمائة لو أتم كلًا من صفر وربيع الآخر وجمادى الآخرة وشعبان ورمضان ثلاثين يومًا) وفق التقويم الهجري القمري (العربي). يبقى بعده 47 أو 48 يومًا لانتهاء السنة.

## أحداث
- 5هـ - الرسول محمد يحاصر يهود بني قريظة؛ ليعاقبهم على ما فعلوه من نقض العهد، والتواطؤ مع قريش، بأن يلتقوا بالمسلمين في المعركة من أمامهم حتى ينزلوا عليهم هم من ورائهم.
- 16هـ - فتح جلولاء آخر معاقل الفرس، إثر معركة كبيرة بين المسلمين بقيادة هاشم بن عتبة والفرس، وقد هزم الفرس على يد المسلمين بعد أن كانوا قد حلفوا بالنار أن لا يفروا أبدا حتى يفنوا العرب والمسلمين.
- 169هـ - الحسين بن علي بن الحسن المثلث يخرج ثائرًا بالمدينة المنورة، وكان سبب ذلك أن الخليفة العباسي موسى الهادي ولّى على المدينة في تلك الأيام عمر بن عبد العزيز بن عبد الله الثاني، وأوصاه بالتشديد على العلويين؛ لما في قلبه من الخوف منهم؛ لميل الناس إليهم. ففعل الوالي ما اُوصي به، وزاد على ذلك حتى طالبهم بالعرض كل يوم، وأخذ كل واحد منهم بكفالة قرينه وقريبه.
- 571هـ - طائفة الحشاشين تحاول اغتيال صلاح الدين الأيوبي قرب حلب.
- 1278هـ - إمبراطور روسيا ألكسندر الثاني يقر خطة إعادة توطين الشركس في الدولة العثمانية.
- 1344هـ -
  - إعلان قيام الجمهورية اللبنانية وذلك بعد إقرار مجلس الممثلين للدستور.
  - الأمير عبد الكريم الخطابي يوقف القتال ضد الفرنسيين ويطلق سراح الأسرى ويسلم نفسه لسلطات الاحتلال الفرنسي حيث نفاه الفرنسيون إلى جزيرة «رينيون» في شرق أفريقيا.
- 1357هـ - لجنة التأليف والترجمة والنشر في مصر تصدر مجلة الثقافة أشهر مجلة أدبية في مصر في تلك الفترة، وكان الأديب الكبير «أحمد أمين» هو صاحب امتيازها، أما رئيس التحرير فكان «محمد عبد الوهاب خلاف».
- 1366هـ - وزير المستعمرات البريطاني آرثر كريتش جونز يعلن قرار انتهاء الانتداب البريطاني على فلسطين.
- 1402هـ - آخر قوافل المقاتلون الفلسطينيون تغادر بيروت عقب الغزو الإسرائيلي.
- 1404هـ - مسلحان من حركة مجاهدي خلق الإيرانية يختطفان طائرة حجاج إلى روما حيث سلما نفسيهما.
- 1426هـ -
  - اغتيال الصحافي والنائب اللبناني جبران تويني في تفجير سيارته.
  - الحكومة اللبنانية تطلب من مجلس الأمن إنشاء محكمة ذات طابع دولي لمحاكمة المشتبه بهم باغتيال الرئيس رفيق الحريري على أن تشمل كل الجرائم منذ محاولة اغتيال مروان حمادة.

## مواليد
- 1303هـ - محمد كمال المصري، ممثل مصري عرف باسم شرفنطح.
- 1322هـ - يحيى حقي، كاتب روائي مصري.
- 1353هـ - إيلي صنيفر، ممثل لبناني.
- 1361هـ - بولص فرج رحو، أسقف عراقي في الكنيسة الكلدانية الكاثوليكية.
- 1372هـ - سمية الألفي، ممثلة مصرية.
- 1375هـ -
  - أحمد المليفي، حقوقي وسياسي كويتي.
  - ربيع شهاب، ممثل أردني.
- 1390هـ - انتصار، ممثلة مصرية.
- 1402هـ - نايلة تويني، صحافية وسياسية لبنانية.
- 1408هـ -
  - دانا مارديني، ممثلة سورية.
  - رؤى الصبان، ممثلة ومذيعة أردنية تعمل في الإمارات.

## وفيات
- 95هـ - محمد بن القاسم الثقفي، قائد عسكري مسلم.
- 1401هـ - رياض السنباطي، موسيقار وملحن مصري.
- 1406 هـ - عبد الرحمن رأفت الباشا، أديب سوري.
- 1426هـ - جبران تويني، صحافي ونائب لبناني.
- 1430هـ -
  - مصطفى محمود، مفكر وطبيب وكاتب وأديب مصري.
  - أمين هويدي، عسكري وسياسي مصري.

## وصلات خارجية
- موقع قصة الإسلام: حدث في شهر ذو القعدة.